# FC Dinamo București în sezonul 1982-1983
Sezonul 1982-83 este al 34-lea sezon pentru FC Dinamo București în Divizia A. Dinamo a cucerit un nou titlu de campioană, de această dată sub conducerea lui Nicolae Nicușor Dumitru, promovat în funcția de antrenor principal. Principala rivală la titlu a fost Sportul Studențesc, dar Dinamo s-a instalat la șefie în prima etapă a returului și nu a mai cedat prima poziție până la final. În Cupa României, Dinamo s-a oprit în semifinale unde a cedat după lovituri de departajare în fața Universității Craiova. Revenită în Cupa Campionilor Europeni, echipa alb-roșie a trecut de turul preliminar și de prima rundă, dar a fost eliminată în turul secund de Aston Villa.

## Rezultate
| Divizia A | Divizia A          | Divizia A             | Divizia A | Divizia A |
| Etapa     | Data               | Adversar              | Stadion   | Rezultat  |
| --------- | ------------------ | --------------------- | --------- | --------- |
| 1         | 7 august 1982      | FCM Brașov            | deplasare | 1-0       |
| 2         | 11 august 1982     | Petrolul Ploiești     | acasă     | 6-0       |
| 3         | 14 august 1982     | ASA Târgu Mureș       | deplasare | 1-1       |
| 4         | 21 august 1982     | FC Bihor              | acasă     | 3-1       |
| 5         | 28 august 1982     | FC Olt                | deplasare | 1-1       |
| 6         | 11 septembrie 1982 | Poli Iași             | acasă     | 1-0       |
| 7         | 19 septembrie 1982 | Corvinul Hunedoara    | deplasare | 1-1       |
| 8         | 25 septembrie 1982 | FC Argeș              | acasă     | 2-0       |
| 9         | 3 octombrie 1982   | Steaua București      | deplasare | 1-1       |
| 10        | 9 octombrie 1982   | Jiul Petroșani        | deplasare | 1-1       |
| 11        | 16 octombrie 1982  | Poli Timișoara        | acasă     | 7-2       |
| 12        | 24 octombrie 1982  | Sportul Studențesc    | acasă     | 1-1       |
| 13        | 29 octombrie 1982  | Chimia Râmnicu Vâlcea | deplasare | 0-0       |
| 14        | 7 noiembrie 1982   | CS Târgoviște         | acasă     | 3-0       |
| 15        | 13 noiembrie 1982  | U Craiova             | deplasare | 1-1       |
| 16        | 21 noiembrie 1982  | SC Bacău              | acasă     | 3-1       |
| 17        | 24 noiembrie 1982  | FC Constanța          | deplasare | 1-1       |
| 18        | 5 martie 1983      | FCM Brașov            | acasă     | 3-1       |
| 19        | 12 martie 1983     | Petrolul Ploiești     | deplasare | 1-1       |
| 20        | 19 martie 1983     | ASA Târgu Mureș       | acasă     | 2-1       |
| 21        | 23 martie 1983     | FC Bihor              | deplasare | 2-2       |
| 22        | 26 martie 1983     | FC Olt                | acasă     | 3-1       |
| 23        | 2 aprilie 1983     | Poli Iași             | deplasare | 0-2       |
| 24        | 6 aprilie 1983     | Corvinul Hunedoara    | acasă     | 2-0       |
| 25        | 19 aprilie 1983    | FC Argeș              | deplasare | 0-1       |
| 26        | 22 aprilie 1983    | Steaua București      | acasă     | 1-1       |
| 27        | 30 aprilie 1983    | Jiul Petroșani        | acasă     | 1-0       |
| 28        | 4 mai 1983         | Poli Timișoara        | deplasare | 3-1       |
| 29        | 18 mai 1983        | Sportul Studențesc    | deplasare | 3-0       |
| 30        | 25 mai 1983        | Chimia Râmnicu Vâlcea | acasă     | 2-0       |
| 31        | 14 iunie 1983      | CS Târgoviște         | deplasare | 1-1       |
| 32        | 18 iunie 1983      | U Craiova             | acasă     | 1-1       |
| 33        | 25 iunie 1983      | SC Bacău              | deplasare | 0-0       |
| 34        | 2 iulie 1983       | FC Constanța          | acasă     | 3-0       |

| Câștigătorii Diviziei A, ediția 1982-83 |
| --------------------------------------- |
| Dinamo București Al Unsprezecelea Titlu |

| Cupa României | Cupa României     | Cupa României         | Cupa României | Cupa României  |
| Etapa         | Data              | Adversar              | Stadion       | Rezultat       |
| ------------- | ----------------- | --------------------- | ------------- | -------------- |
| șaisprezecimi | 23 februarie 1983 | Poli Iași             | Brăila        | 3-1            |
| optimi        | 27 februarie 1983 | Chimia Râmnicu Vâlcea | Târgoviște    | 1-0            |
| sferturi      | 26 iunie 1983     | FC Argeș              | Ploiești      | 2-1            |
| semifinale    | 29 iunie 1983     | U Craiova             | Sibiu         | 1-1 (2-4 pen.) |

| Legendă    |
| ---------- |
| victorie   |
| egal       |
| înfrângere |

## Cupa Campionilor Europeni
Tur preliminar
| 25 august 1982 | Dinamo București                                  | 3 – 1 | Valerenga Oslo | Stadionul 23 August, București Spectatori: 70.000 Arbitru: Hoxha (Albania) |
| 25 august 1982 | Ionel Augustin 35' Dudu Georgescu 45' (pen.), 65' |       | Gran 57'       | Stadionul 23 August, București Spectatori: 70.000 Arbitru: Hoxha (Albania) |

| 1 septembrie 1982 | Valerenga Oslo              | 2 – 1 | Dinamo București    | Stadionul Ullevaal, Oslo Spectatori: 8.000 Arbitru: Orakangas (Finlanda) |
| 1 septembrie 1982 | P.Jakobsen 45' Davidsen 88' |       | Alexandru Custov 2' | Stadionul Ullevaal, Oslo Spectatori: 8.000 Arbitru: Orakangas (Finlanda) |

Dinamo s-a calificat mai departe cu scorul general de 4-3.
Turul întâi
| 15 septembrie 1982 | Dinamo București                                | 2 – 0 | Dukla Praga | Stadionul 23 August, București Spectatori: 65.000 Arbitru: Palotai (Ungaria) |
| 15 septembrie 1982 | Gheorghe Mulțescu 30' Dudu Georgescu 52' (pen.) |       |             | Stadionul 23 August, București Spectatori: 65.000 Arbitru: Palotai (Ungaria) |

| 29 septembrie 1982 | Dukla Praga     | 2 – 1 | Dinamo București    | Stadionul Dukla, Praga Spectatori: 4.000 Arbitru: Milcenko (URSS) |
| 29 septembrie 1982 | Nehoda 15', 30' |       | Cornel Țălnar 90+4' | Stadionul Dukla, Praga Spectatori: 4.000 Arbitru: Milcenko (URSS) |

Dinamo s-a calificat mai departe cu scorul general de 3-2.
Turul al doilea
| 20 octombrie 1982 | Dinamo București | 0 – 2         | Aston Villa | Stadionul 23 August, București Spectatori: 80.000 Arbitru: Guruceta Muru (Spania) |
| 20 octombrie 1982 |                  | Shaw 10', 77' |             | Stadionul 23 August, București Spectatori: 80.000 Arbitru: Guruceta Muru (Spania) |

| 3 noiembrie 1982 | Aston Villa                   | 4 – 2 | Dinamo București                            | Villa Park, Birmingham Spectatori: 22.244 Arbitru: Fredriksson (Suedia) |
| 3 noiembrie 1982 | Shaw 6', 51', 64' Walters 85' |       | Gheorghe Mulțescu 30' Pompiliu Iordache 70' | Villa Park, Birmingham Spectatori: 22.244 Arbitru: Fredriksson (Suedia) |

Aston Villa s-a calificat mai departe cu scorul general de 6-2.

## Echipa
Portari: Constantin Eftimescu (6 meciuri / 0 goluri), Dumitru Moraru (31/0).
Fundași: Cornel Dinu (25/0), Ion Marin (29/0), Ioan Mărginean (1/0), Laurențiu Moldovan (8/0), Alexandru Nicolae (30/4), Nelu Stănescu (14/0), Teofil Stredie (26/0), Nicușor Vlad (5/0).
Mijlocași: Ionel Augustin (31/14), Alexandru Custov (28/2), Marin Dragnea (30/7), Lică Movilă (16/4), Gheorghe Mulțescu (31/6).
Atacanți: Dudu Georgescu (8/5), Pompiliu Iordache (26/5), Costel Orac (32/9), Stere Sertov (3/0), Cornel Țălnar (23/4), Florea Văetuș (31/7).

## Transferuri
Atacantul Dorel Zamfir este transferat la Steaua, Adrian Bumbescu este vândut la FC Olt, iar Cristian Vrânceanu ajunge la Corvinul Hunedoara. În schimb, Dinamo îi aduce pe Lică Movilă de la SC Bacău, Alexandru Nicolae de la FC Olt și Sertov de la Steaua.